# Heaven (canción de Troye Sivan)
«Heaven» es una canción del cantante y compositor australiano Troye Sivan con Betty Who . La canción se lanzó como el quinto sencillo de su álbum de estudio debut Blue Neighbourhood (2015). Fue escrito por Sivan, Alex Hope, Jack Antonoff y Claire Boucher.

## Antecedentes
La canción detalla la lucha de Sivan para salir de su homosexualidad. Él explica: «Cuando comencé a darme cuenta de que podía ser gay, tuve que hacerme todas estas preguntas, estas preguntas realmente aterradoras. ¿Alguna vez voy a encontrar a alguien? ¿Alguna vez podré tener una familia? Si hay un Dios, ¿ese Dios odia? Si hay un cielo, ¿alguna vez llegaré al cielo?. Se refiere a la canción como «la más importante que jamás haya hecho».
En una entrevista con la revista Vulture, Sivan dijo; «Llegué al punto en que quería profundizar en algo un poco más específico sobre mi experiencia como hombre gay. Entré en el estudio y tuve que volver a visitar algunos recuerdos bastante incómodos ya veces dolorosos de lo que era tener 15 años y estar en el armario. Empecé a escribir esta canción llamada «Heaven» sobre esa experiencia». Sivan agregó que se inspiró en el documental How to Survive a Plague.

## Presentaciones en vivo
Sivan interpretó «Heaven» en The Ellen DeGeneres Show el 18 de octubre de 2016. También la presentó como parte de su lista de canciones en We the Fest 2019 en Yakarta el 19 de julio de 2019. Durante esta canción, una bandera del orgullo ilumina el fondo.

## Video musical
El video musical de«Heaven» fue dirigido por Luke Gilford y lanzado el 19 de enero de 2017. Según un representante, Sivan iba a lanzar el video el 20 de enero, para coincidir con la inauguración de Donald Trump. Sin embargo, el lanzamiento se adelantó un día debido a una respuesta abrumadora de los fanáticos a los adelantos del clip.
El clip en blanco y negro, ve a Sivan siendo abrazado por un hombre cuya cara no se muestra, aunque luego se demostró que era el novio del cantante, Jacob Bixenman,  mientras estaba empapado bajo la lluvia y rinde homenaje a los movimientos LGBTQ y los logros que le han precedido. El clip muestra al líder de los derechos de los homosexuales asesinado Harvey Milk junto con imágenes de desfiles del orgullo y bodas del mismo sexo.
El mensaje de Sivan que acompañaba el clip decía: «Siempre hemos estado aquí. Siempre estaremos aquí. Este video está dedicado a todos los que vinieron antes que yo y lucharon por nuestra causa y aquellos que ahora continúan la lucha en tiempos oscuros y claros, amemos para siempre».

### Recepción crítica
Jenna Romaine de Billboard calificó el video de "poderoso" e "impresionante".  David Renshaw de The Fader llamó al video "en movimiento".